# Нерозлучні друзі
«Нерозлучні друзі» — радянський кольоровий дитячий пригодницький художній фільм 1952 року, знятий режисером Василем Журавльовим на Київській кіностудії.

## Сюжет
Троє друзів Гліб, Коля і Вадим, купаючись в скелястій бухті, знаходять затонулий партизанський вітрильник…

## У ролях
- Михайло Кузнецов — Андрій Андрійович Бєлов, вчитель географії, юний герой Бурун
- Віктор Добровольський — Микола Васильович, директор школи
- Євген Самойлов — Микола Єфанов, батько Гліба
- Михайло Мокринський — Гліб Єфанов
- Володимир Лущик — Коля Матюшенко
- Володимир Судьїн — Вадим Попов
- Анатолій Шиманюк — Вася Кравченко
- Наталія Морель — Ніна Попова
- Юрій Крітенко — Юра Шевчук, «Боцман»
- Олександр Антонов — Іван Карпович Терещенко, голова колгоспу
- Іван Пельтцер — старий рибалка
- Григорій Плужник — капітан сейнера, старий партизан
- Н. Пономаренко — епізод
- Г. Лепанов — епізод
- В. Слєпов — епізод
- Ю. Каменецький — епізод
- А. Лапшин — епізод
- В. Рєпін — епізод
- А. Патерман — епізод
- Степан Каюков — Василь Іванович Матюшенко
- Василь Журавльов — епізод
- Костянтин Євгеньєв — епізод
- Катерина Мельникова — бабуся Вадима

## Знімальна група
- Режисер — Василь Журавльов
- Сценаристи — Олександр Батров, Олексій Спєшнєв
- Оператори — Володимир Войтенко, Олександр Піщиков
- Композитор — Анатолій Свечников
- Художники — Олег Степаненко, Вульф Агранов